# 映画撮影

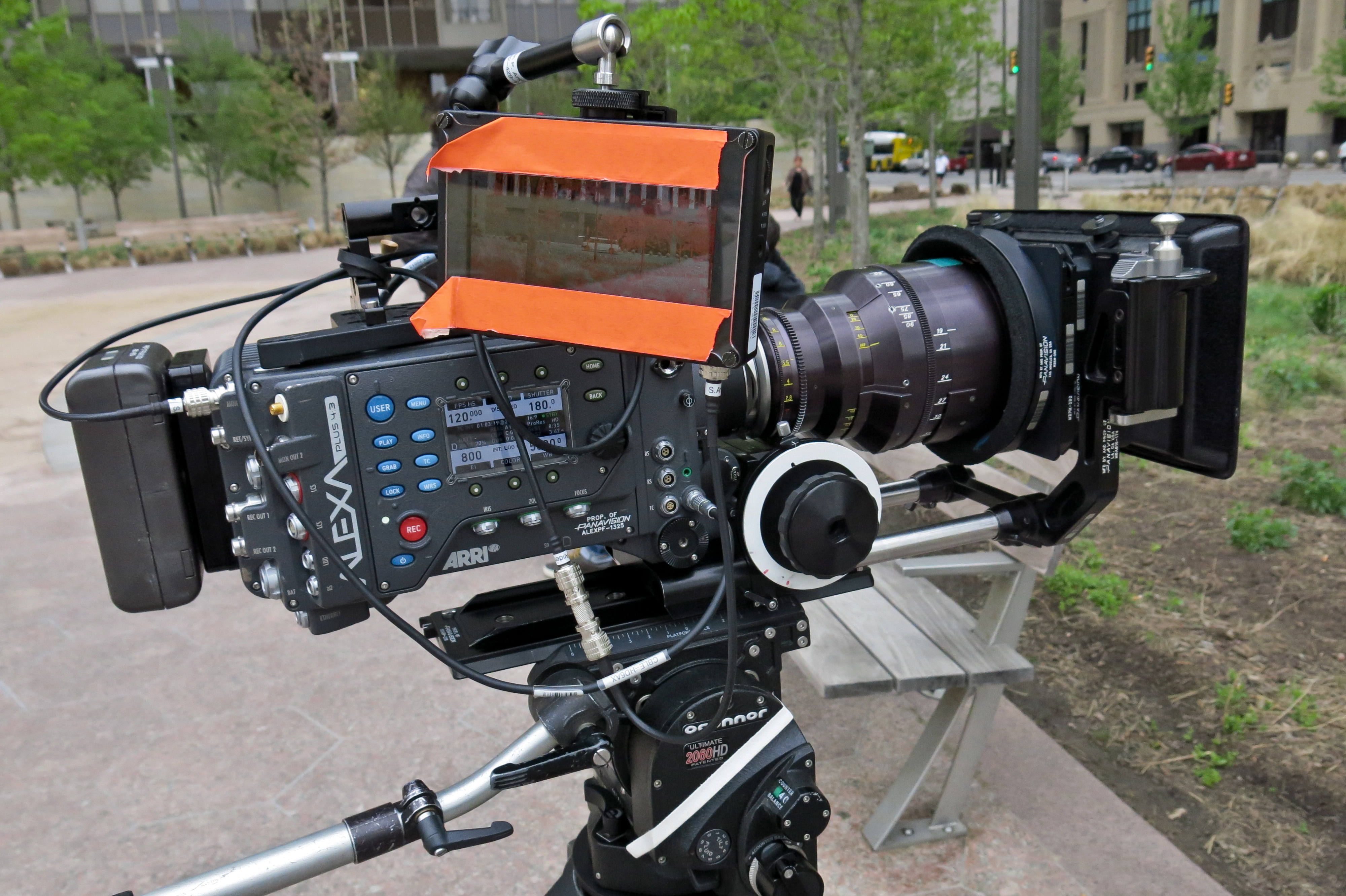
Arri Alexa, デジタルムービーカメラ

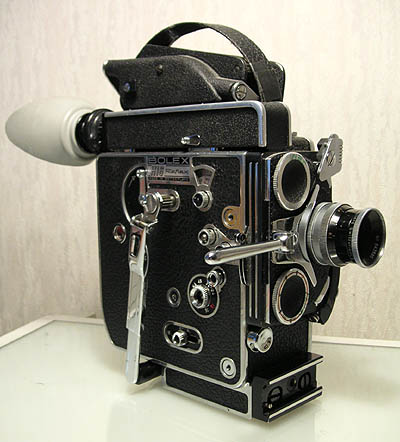
ゼンマイ式ボレックス16mmカメラ（参考：映画用カメラ）

映画撮影（えいがさつえい、英語: Cinematography、古代ギリシア語のκίνημα、kìnema＝「動き（movement）」とγράφειν、gràphein＝「書く（to write）」）は、動画（最近では電子ビデオカメラなどによるものも含む）に対する撮影の技法である。

## 概要
撮影監督は、レンズを通して物体からの反射光を実像に収束させ、映画用カメラ内のイメージセンサまたは感光材料に転送する。このような露光は逐次作成され、後で処理して動画として見るために保存される。電子イメージセンサで画像を取り込むと、画像の各ピクセルに電荷が発生し、電子的に処理されてビデオファイルに保存され、その後の処理または表示に使用される。
写真乳剤を塗布した写真乾板で撮影した画像は、フィルム上に目に見えない一連の潜像を形成し、それが化学的に「現像」されて目に見える画像となる。フィルム上の画像は、同じ動画を見るために映写されることになる。
映画撮影は、科学やビジネス、娯楽、マスコミなど多くの分野で利用されている。